# Cedar
Cedar (lat. Cedrus) je rod crnogoričnih stabala u obitelji biljka Pinaceae. Cedar je vrlo srodan jelama (Abies), s kojima dijeli jako sličnu strukturu. Prirodno stanište cedra je područje od zapadne Himalaje do istočnog Mediterana, na visinama od 1500-3200 m na Himalaji, odnosno 1000-2200 na Mediteranu. Cedar je simbol Libanona, i nalazi se na središtu njegove zastave.

## Vrste
- Cedrus atlantica (Endl.) Manetti ex Carrière; atlantski cedar
- Cedrus deodara (Roxb. ex D.Don) G.Don; himalajski cedar
- Cedrus libani A.Rich.; libanonski cedar

## Vanjske poveznice
- Upotreba cedra  Arhivirana inačica izvorne stranice od 25. svibnja 2009. (Wayback Machine)